# Бобін (Малопольське воєводство)
Бобін (пол. Bobin) — село в Польщі, у гміні Прошовиці Прошовицького повіту Малопольського воєводства.
Населення — 397 осіб (2011).
У 1975-1998 роках село належало до Краківського воєводства.

## Демографія
Демографічна структура станом на 31 березня 2011 року:
|          | Загалом | Допрацездатний вік | Працездатний вік | Постпрацездатний вік |
| -------- | ------- | ------------------ | ---------------- | -------------------- |
| Чоловіки | 191     | 27                 | 138              | 26                   |
| Жінки    | 206     | 45                 | 104              | 57                   |
| Разом    | 397     | 72                 | 242              | 83                   |